# Pisjoerka
Pisjoerka of Pishurka (Bulgaars: Пишурка) is een dorp in Bulgarije. Het is gelegen in de gemeente Medkovets in oblast Montana. Het dorp is vernoemd naar de beroemde dichter Krastjo Pisjoerka (1823-1875).

## Bevolking
Op 31 december 2019 telde het dorp 73 inwoners, een drastische daling ten opzichte van 742 inwoners in 1934, 795 inwoners in 1946 en 726 inwoners in 1956. De eerste inwoners waren Bulgaarse vluchtelingen uit voormalig Joegoslavië, Roemenië en Hongarije. De inwoners van het dorp zijn uitsluitend etnische Bulgaren en leven vooral van de landbouw en de veeteelt.
| Bevolkingsontwikkeling tussen 1934 en 2019          |
| --------------------------------------------------- |
|                                                     |
| Bron: Nationaal Statistisch Instituut van Bulgarije |

| Etnische samenstelling van de respondenten (2011) | Etnische samenstelling van de respondenten (2011) | Etnische samenstelling van de respondenten (2011) | Etnische samenstelling van de respondenten (2011) | Etnische samenstelling van de respondenten (2011) |
| ------------------------------------------------- | ------------------------------------------------- | ------------------------------------------------- | ------------------------------------------------- | ------------------------------------------------- |
|                                                   |                                                   |                                                   |                                                   |                                                   |
| Bulgaren                                          | Bulgaren                                          |                                                   | 100,0%                                            | 100,0%                                            |
| Turken                                            | Turken                                            |                                                   | 0,0%                                              | 0,0%                                              |
| Roma                                              | Roma                                              |                                                   | 0,0%                                              | 0,0%                                              |
| Anders/Onbekend                                   | Anders/Onbekend                                   |                                                   | 0,0%                                              | 0,0%                                              |